# Kościół św. Witalisa we Włocławku
Kościół św. Witalisa we Włocławku, w latach 1330–1411 pełniący funkcję zastępczej katedry, obecnie kościół seminaryjny Wyższego Seminarium Duchownego, jest najstarszym zachowanym zabytkiem Włocławka.

## Architektura
Kościół zbudowano w stylu gotyckim z palonej cegły. Jest to budowla jednonawowa, z wydzielonym prostokątnym prezbiterium zamkniętym wielobocznie, odchylonym od osi korpusu w lewo, co ma przypominać pozycję umierającego na krzyżu Jezusa. Wnętrze jest sklepione krzyżowo-żebrowe. Na zewnątrz kościół jest opięty skarpami o jednym uskoku.

## Historia
Świątynia została ufundowana przez bpa Macieja z Gołańczy w 1330 r., zaraz po zburzeniu Włocławka i spaleniu dawnej katedry nad Wisłą przez Krzyżaków w 1329 r. W latach 1330–1411, tj. do czasu ostatecznego ukończenia budowy nowej bazyliki katedralnej, kościół Św. Witalisa spełniał rolę tymczasowej katedry. Potem został oddany do użytku znajdującego się w pobliżu szpitala (przytułku) pod wezwaniem Św. Witalisa. Razem ze szpitalem był na utrzymaniu kapituły katedralnej, jednak ta niechętnie podejmowała ten ciężar, uważając, że skoro biskup wybudował kościół, to jego następcy powinni starać się o jego utrzymanie. Ale biskupi też się do tego nie kwapili. W rezultacie nie remontowany kościół szybko niszczał. Już w XV wieku był zupełnie zrujnowany, ogołocony ze wszystkiego i wymagał gruntownej restauracji.

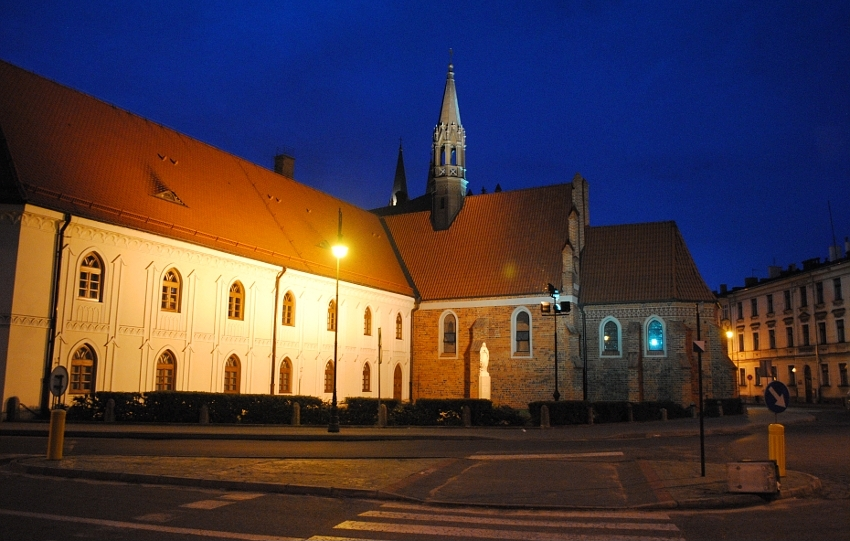
Iluminacja

Biskup Władysław Oporowski ogłosił zbiórkę na poratowanie kościoła Św. Witalisa, wyznaczając zarazem specjalny odpust dla ofiarodawców na ten cel. Nie wiadomo jednak, czy rzeczywiście dokonano wtedy zamierzonego remontu. Źródła podają, że około 100 lat później, w latach 1534–1544, kanonik Tobiasz Janikowski własnym kosztem wyremontował cały kościół i murowanym sklepieniem gotyckim zastąpił dotychczasowe drewniane. To murowane sklepienie zachowało się do dziś. Jest ono rodzajem sklepienia ożebrowanego, a snopy żeber spadają na obszerne wsporniki.
Erygowane w 1569 r. seminarium duchowne zajęło część zabudowań szpitalnych i kościół Św. Witalisa. Stał jednak osobno, w pewnej odległości od budynków seminaryjnych i był otoczony ogrodzonym cmentarzem. Po roku 1717 dobudowano od północnej strony prezbiterium niewielką zakrystię oraz przebudowano wieżyczkę na sygnaturkę.
W 1843 r. Pobudowano nowy pawilon seminaryjny, do którego włączono kościół Św. Witalisa. Wchodziło się teraz do niego bezpośrednio z korytarza seminaryjnego. Jednak w dalszym ciągu był otwarty także dla wiernych. Dopiero w 1866 r. przeszedł na wyłączny użytek seminarium (wierni zbierają się w nim jedynie na odpust Św. Witalisa, przypadający w drugą niedzielę maja i sporadycznie w innych okolicznościach).
W XIX i XX wieku kościół Św. Witalisa wielokrotnie remontowano, malowano, zmieniano jego wystrój wewnętrzny.

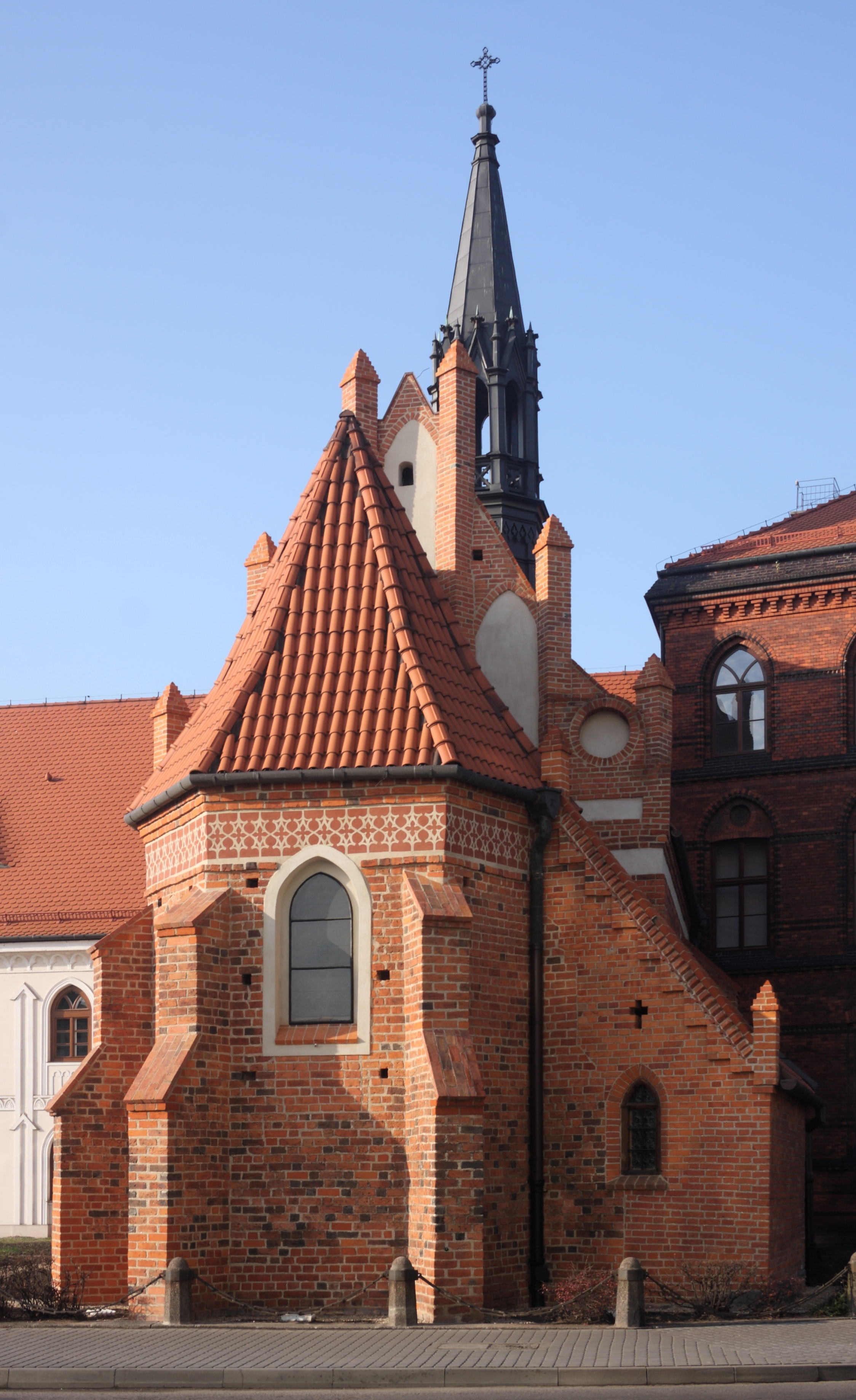

W latach 1851–1853 był restaurowany pod kierunkiem prefekta seminarium, ks. Franciszka Płoszczyńskiego. Starą czworoboczną wieżę obito żelazną blachą, z pozostawieniem kopułki krytej blachą miedzianą, naprawiono od wewnątrz ściany i otynkowano je. W 1888 r. rozebrano zrujnowaną wieżę, a wystawiono nową, w stylu gotyckim, według projektu Konstantego Wojciechowskiego i pokryto ją blachą miedzianą. Kościół był malowany (polichromia) w latach: 1854, 1873, 1895. Ołtarze i obrazy w ołtarzach zmieniano bardzo często i trudno je wszystkie wymienić. Zazwyczaj był ołtarz główny i dwa boczne. W 1880 r. umieszczono w czterech oknach kolorowe witraże, które jednak w 1903 r. zastąpiono białym szkłem, prawdopodobnie dla uzyskania lepszego naturalnego oświetlenia kościoła.
W latach 1930–1934 kościół Św. Witalisa był znowu restaurowany. Zerwano tynki wewnętrzne i dano nowe; żebra, które w okresie baroku częściowo pościnano, zostały teraz uzupełnione i pozostawiono je w „żywej” cegle; zlikwidowano dawny chór muzyczny, a utworzono nowy z części korytarza seminaryjnego przyległego do kościoła; odsłonięto zatynkowane części z zewnątrz murów; w głównym ołtarzu umieszczono cenny gotycki tryptyk z około 1460 r. W 1936 r. zainstalowano nowe organy, wykonane przez włocławską firmę S. Truszczyńskiego, które są używane do dziś.

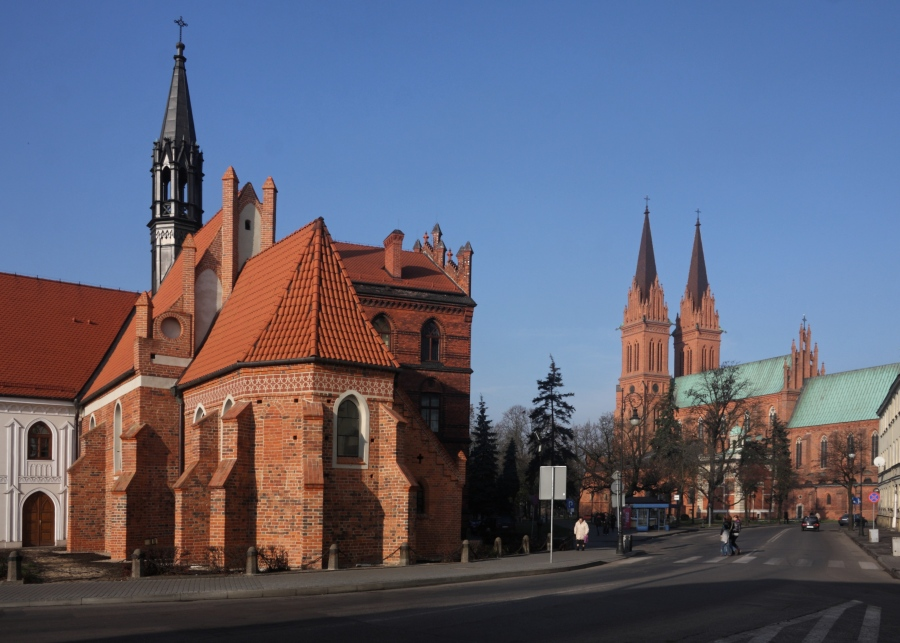

W czasie okupacji kościół został uznany za niemiecki i służył do odprawiania nabożeństw niedzielnych dla żołnierzy niemieckich, którzy przebywali w szpitalu wojennym urządzonym w gmachu seminaryjnym.
W latach 1971–1972 dokonano ostatniej gruntownej restauracji kościoła. Położono nowy dach ceramiczny, wymieniono zmurszałe cegły w murach, zrekonstruowano zewnętrzne elementy dekoracyjne. Dzięki tym zabiegom odzyskały dawną okazałość dwa gotyckie portale ceglane: jeden obramiający główne wejście do kościoła (z korytarza seminaryjnego) i drugi – zdobiący wejście boczne, w północnej jego ścianie. Otwory okienne zostały oszklone gomółkami. Usunięto cały stary wystrój kościoła, a dano nowy, w stylu nowoczesnym: posoborowy ołtarz granitowy, drewniany ołtarz pod tabernakulum, ambonkę, ławki, drzwi, instalację oświetleniową (nowe żyrandole) i nagłośnieniową. Kościół wygląda teraz niemal surowo, ale okazale, przejrzyście, bez zbyteczny elementów dekoracyjnych. Z poprzedniego, neogotyckiego wystroju kościoła, pozostała tylko sygnaturka na ścianie naprzeciw wejścia głównego do kościoła.
W roku 2000 przeprowadzono wymianę dachu i wieży, zainstalowano nowy dzwon, w 2002 r. odnowiono wnętrze kościoła i założono nową instalację nagłośnieniową.
Świątynia Świętego Witalisa jest kościołem seminaryjnym Wyższego Seminarium Duchownego we Włocławku.